# 211
211 је била проста година.

## Догађаји
- 4. фебруар — Римски цар Септимије Север након болести умире у Еборакуму (данашњи Јорк) у Британији. Наслеђују га синови Каракала и Гета, који су били одређени за савладаре.
- 19. децембар — Каракала позива Гету на састанак како би договорили помирење, а у ствари настоји да га ликвидира. Гета, који је код Каракале дошао без телохранитеља, нападнут је и избоден мачевима од стране Каракалиних преторијанаца и умире на рукама мајке Јулије Домне.

## Смрти
- 4. фебруар — Септимије Север, римски цар (р. 145)
- 19. децембар — Гета, римски цар (р. 189)